# Margherita Hack

Firma

Margherita Hack (Firenze, 12 giugno 1922 – Trieste, 29 giugno 2013) è stata un'astrofisica, divulgatrice scientifica e attivista italiana.

## Biografia

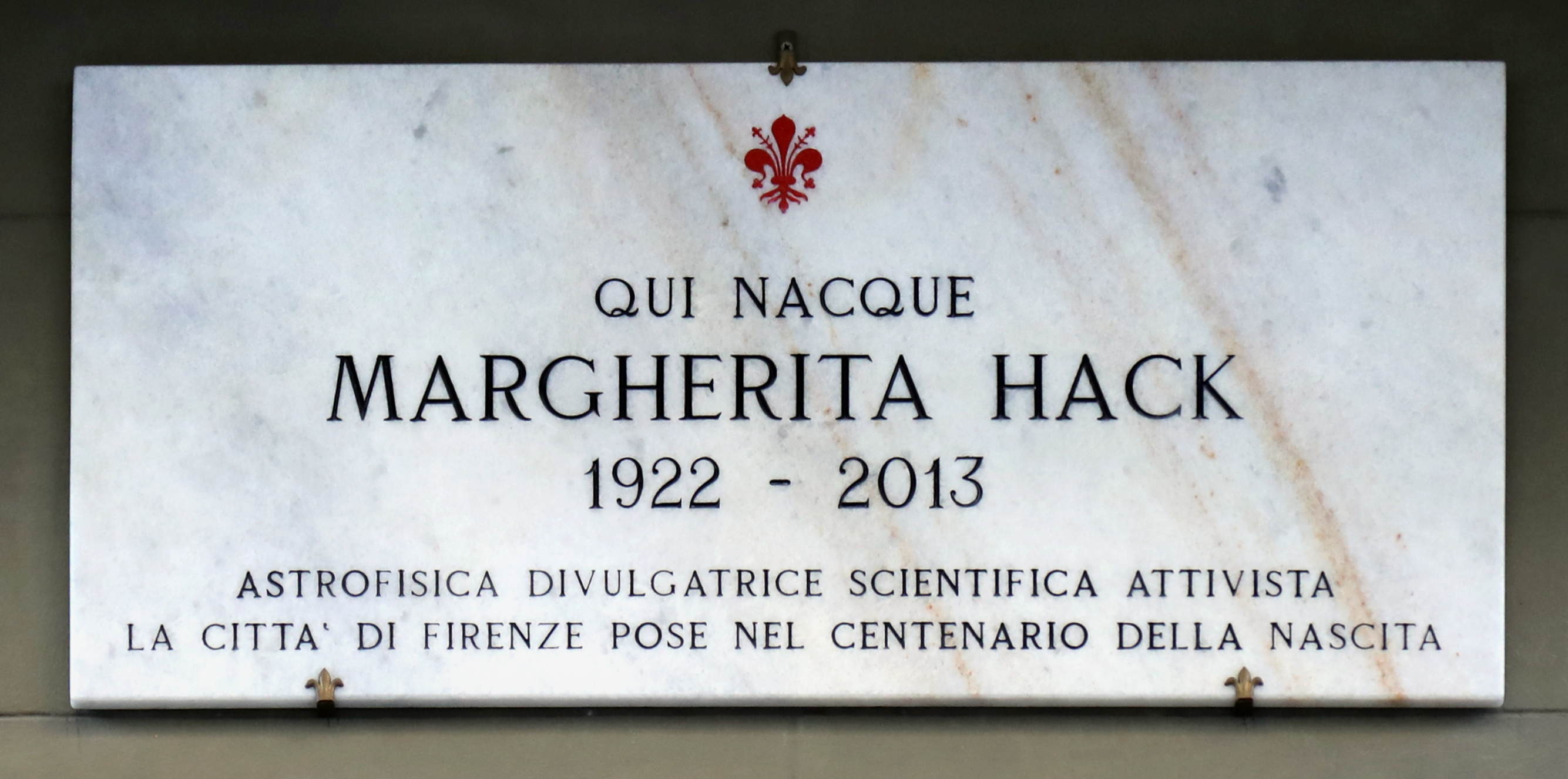
Lapide apposta a Firenze nel 2023 sulla casa natale di Margherita Hack, in via Caselli, zona Campo di Marte

La madre, Maria Luisa Poggesi (1887-1960), toscana, era di religione cattolica; diplomata all'Accademia di Belle Arti, era miniaturista alla Galleria degli Uffizi. Il padre, Roberto Hack (1889-1971), era fiorentino di lontane origini svizzere di religione protestante impiegato alla Fondiaria come contabile, licenziato nel 1927 per motivi politici. Entrambi i genitori avevano abbandonato la loro religione d'origine per aderire alla Società Teosofica Italiana, per la quale Roberto Hack fu per un certo periodo segretario generale sotto la presidenza della contessa Gamberini-Cavallini e poi presidente dal 1962 al 1971.
Dopo aver conseguito nel 1940 il diploma di maturità classica (senza esami di maturità, quell'anno, a causa dello scoppio della seconda guerra mondiale) al Liceo classico statale Galileo di Firenze, Hack si laureò in fisica nel 1945 con una votazione di 101/110 con una tesi di astrofisica sulle Cefeidi (in particolare sulla cefeide FF Aquilae), realizzata all'osservatorio di Arcetri quando ne era direttore Giorgio Abetti, scienziato, insegnante e gestore di un centro di ricerca scientifica.
In gioventù Margherita praticò con successo la pallacanestro e l'atletica leggera e fu campionessa di salto in alto e in lungo in campionati universitari (sotto il regime fascista si chiamavano Littoriali). Ricordando la sua adolescenza disse: «Si era tutti nazionalisti, si andava alle adunate, si faceva sport, ci si divertiva un mondo. Sono stata fascista fino al 1938, fino al giorno in cui entrarono in vigore le leggi razziali». Il 19 febbraio 1944, seppur all'inizio riluttante dato il suo ateismo, sposò con cerimonia religiosa, nella chiesa di San Leonardo in Arcetri, il letterato Aldo De Rosa, suo compagno sino alla fine dei suoi giorni.
È morta a 91 anni il 29 giugno 2013, alle ore 4:30 del mattino, all'ospedale di Cattinara di Trieste, dove era ricoverata da una settimana per problemi cardiaci in seguito ad una lunga malattia; per cui da oltre tre anni accusava problemi di natura respiratoria e motoria. Il marito Aldo è morto il 26 settembre 2014 all'età di 94 anni, per complicazioni legate all'Alzheimer.
Entrambi sono sepolti a Trieste nel Cimitero monumentale di Sant'Anna.

## Attività scientifica

Margherita Hack nel 1984

Hack insegnò all'Università di Firenze dal 1948 al 1951, poi nel 1954 passò a lavorare all'Osservatorio astronomico di Merate, dove rimase fino al 1963, tenendo contemporaneamente corsi all'Istituto di Fisica dell’Università di Milano e infine ottenne nel 1964 la cattedra di astronomia all'Università di Trieste dove insegnò fino al 1º novembre 1992, anno nel quale fu collocata "fuori ruolo" per anzianità. È stata la prima donna italiana a dirigere l'Osservatorio Astronomico di Trieste dal 1964 al 1987, portandolo a rinomanza internazionale.
Membro delle più prestigiose società fisiche e astronomiche, Hack è stata anche direttrice del Dipartimento di Astronomia dell'Università di Trieste dal 1985 al 1991 e dal 1994 al 1997. È stata un membro dell'Accademia Nazionale dei Lincei (socia nazionale nella classe di scienze fisiche matematiche e naturali; categoria seconda: astronomia, geodesia, geofisica e applicazioni; sezione A: Astronomia e applicazioni). Ha lavorato in numerosi osservatori americani ed europei ed è stata per lungo tempo membro dei gruppi di lavoro dell'ESA e della NASA. In Italia, con un'intensa opera di promozione ha ottenuto che la comunità astronomica italiana espandesse la sua attività nell'utilizzo di vari satelliti giungendo ad un livello di rinomanza internazionale.
Ha pubblicato numerosi lavori originali su riviste internazionali e numerosi libri sia divulgativi sia a livello universitario. Margherita Hack nel 1978 ha fondato la rivista bimestrale L'Astronomia il cui primo numero risale al novembre del 1979; successivamente, insieme con Corrado Lamberti, ha diretto la rivista di divulgazione scientifica e di cultura astronomica Le Stelle. Nel 1994 ha ricevuto la Targa Giuseppe Piazzi per la ricerca scientifica. Nel 1995 ha ricevuto il Premio Internazionale Cortina Ulisse per la divulgazione scientifica assieme a Giovanni Caprara per il libro Il nuovo sistema solare (Mondadori). Ha fatto ricerche anche sui buchi neri, scrivendo nello stesso anno il libro L'Universo alle soglie del duemila.

### Posizioni sulla vita extraterrestre
Hack era convinta che esistessero altre forme di vita nell'universo, ma che per problemi legati alla loro lontananza, non fosse possibile stabilire un contatto. Fu sempre scettica riguardo agli UFO nei cieli.

## Attività sociale e politica

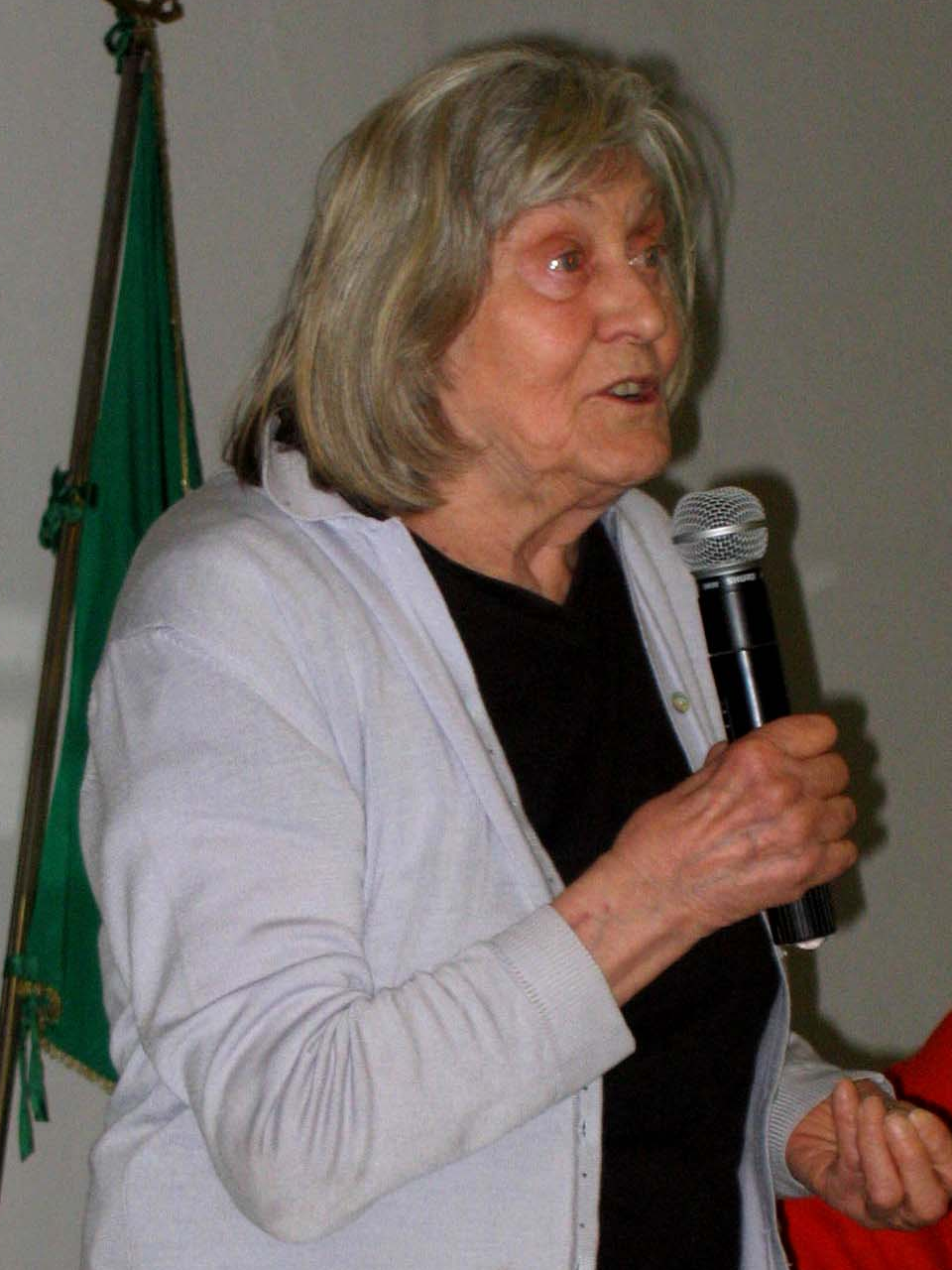
Margherita Hack nel 2007 ad una conferenza dell'UAAR

Margherita Hack era molto nota anche per le sue attività non strettamente scientifiche e in campo sociale e politico. Era atea, non credeva in nessuna religione o forma di soprannaturalismo. A tal proposito è da ricordare l'incontro avuto il 20 gennaio 2010 al Palazzo della Gran Guardia con il Vescovo di Verona Zenti, dove esprime al meglio il suo essere atea e donna di scienza. Riteneva inoltre che l'etica non derivasse dalla religione, ma da "principi di coscienza" che permettono a chiunque di avere una visione laica della vita, ovvero rispettosa del prossimo, della sua individualità e della sua libertà. Avversa a ogni forma di superstizione, comprese le pseudoscienze, dal 1989 fu garante scientifico del CICAP e dal 2002 presidente onoraria dell'Unione degli Atei e degli Agnostici Razionalisti (UAAR); dal 2005 si iscrisse all'Associazione Luca Coscioni per la libertà di ricerca scientifica. È stata iscritta al Partito Radicale Transnazionale.
Alle elezioni politiche del 1994 è stata la candidata dei Progressisti nel seggio uninominale della Camera dei Deputati Trieste Centro, dove ottiene il 24,90%, non venendo eletta.
Si è candidata alle elezioni regionali in Lombardia del 2005 nella lista del Partito dei Comunisti Italiani ottenendo 5.634 voti nella città di Milano. Dopo la sua elezione ha ceduto il seggio a Bebo Storti. Si schierò nuovamente nelle elezioni politiche del 2006 con il Partito dei Comunisti Italiani: candidata in molteplici circoscrizioni della Camera, ma, eletta, rinunciò al seggio ottenuto per continuare a dedicarsi all'astronomia.
Il 22 ottobre 2008, durante una manifestazione studentesca, in Piazza della Signoria a Firenze, tenne una lezione di astrofisica anche con un veloce accenno agli esperimenti eseguiti al CERN sul bosone di Higgs, preceduta da una discussione contro la legge 133/08 (ex-decreto legge 112, rinominato "decreto Tremonti"). Il 21 marzo 2009, si candidò nella Lista Anticapitalista per le elezioni europee di giugno come capolista nella Circoscrizione Isole e nella circoscrizione Nord-Ovest; in quella circostanza non fu eletta perché la lista non superò la soglia del 4%. Nel novembre 2009, in una lettera aperta sulla rivista MicroMega, criticò l'allora Presidente del Consiglio italiano Silvio Berlusconi nel merito dei procedimenti giudiziari in cui era coinvolto e al suo tentativo di eluderli.
Durante le elezioni regionali del 2010 si presentò tra le file della Federazione della Sinistra e risultò eletta nel Lazio nella Circoscrizione di Roma, con oltre 7 000 preferenze. Nella prima seduta del Consiglio si dimise per lasciare il seggio agli altri candidati della lista. Il 12 novembre 2011 prese la tessera del partito politico Democrazia Atea. Nell'ottobre 2012 dichiarò di appoggiare Nichi Vendola alle elezioni primarie del centrosinistra, mentre al ballottaggio, una volta rimasti solo Pier Luigi Bersani e Matteo Renzi, si espresse a favore di quest'ultimo. Alle elezioni politiche del 2013 si candidò con Democrazia Atea, come capolista alla Camera nella circoscrizione Veneto 2, dove non venne eletta; tuttavia la sua candidatura in questo partito fece molto parlare, per la presenza nella lista di Democrazia Atea, anche di Marco Dimitri, fondatore dei Bambini di Satana, il quale riportò, in varie testate giornalistiche, di conoscerla, di aver partecipato all'ottantesimo compleanno della Hack, regalandole dei libri sul satanismo e di condividerne gli ideali. Alle polemiche che seguirono, vi furono le parole del segretario del partito Democrazia Atea, Ivan Visentini che sulla testata online Affaritaliani.it spiegò che Margherita Hack era a conoscenza della candidatura di Dimitri, che era stata da lei approvata, dopo essere stata vagliata anche dal segretario, l'avv. Carla Corsetti e che pertanto non vi era nulla di strano. Ad aprile 2013 entrò a far parte del comitato "Emma Bonino presidente" insieme a nomi illustri italiani quali Renzo Arbore, Toni Garrani, Anna Fendi, Alessandro Pace, Stefano Disegni al fine di promuovere la candidatura di Emma Bonino come Presidente della Repubblica Italiana.

### Per la ricerca sul nucleare
Sul tema della questione energetica, Margherita Hack si è espressa contro la costruzione di centrali nucleari in Italia, ma a favore della ricerca sul nucleare, spiegando che «l'Italia non è in grado di mantenere delle centrali nucleari» e che «è un paese poco affidabile». Hack sostenne l'esistenza di «una paura irrazionale, anche scientifica; per l'energia nucleare», che però «inquinerebbe molto meno dell'energia a petrolio, a metano e a carbone, a cui dovremmo comunque ricorrere», sottolineando anche l'importanza della ricerca in questo campo e la necessità di «sviluppare al massimo le energie rinnovabili» che contribuiscono a soddisfare parte del fabbisogno energetico.

### Per i diritti civili
Il 12 agosto 2010 Margherita Hack è stata premiata a Torre del Lago Puccini come Personaggio gay dell'anno per la sua attività a favore dei diritti civili e del riconoscimento giuridico delle coppie omosessuali. In quell'occasione dichiarò che «da parte di altri paesi è certamente un segno di civiltà. Noi invece siamo un paese arretrato, che non sa cos'è il rispetto della libertà. Il Vaticano è certamente un deterrente che influenza la classe politica, ma la politica non è libera e non ha il coraggio di reagire. E se non reagisce questo significa che è più bacchettona della Chiesa e non sa cos'è il rispetto della libertà altrui».
Hack riteneva l'eutanasia un diritto, «un modo per sollevare dalla pena un uomo che soffre». Nel 2011 ha sottoscritto il proprio testamento biologico.
Ha partecipato al docu-film Lunàdigas di Nicoletta Nesler e Marilisa Piga, uscito nelle sale cinematografiche italiane nel 2016, con una sua testimonianza sulla scelta di non avere figli.

### Per i diritti degli animali
È stata un'animalista convinta e una vegetariana sin da bambina.

### Per l'italiano nelle università
Nella sua ultima intervista, rilasciata a Giorgio Pagano dell'Associazione Radicale Esperanto l'8 giugno 2013, ha espresso la sua contrarietà all'utilizzo esclusivo e obbligatorio della lingua inglese nelle università italiane, dichiarando tra le altre cose:

## Attività artistica
Pur essendo lontana dal mondo della musica, dietro richiesta dell'amico e cantautore romano Stefano Pais, nel 2006 ha accettato di scrivere il testo per il brano Questo è il mondo, col quale lo stesso Pais si candidava a partecipare al Festival di Sanremo dell'anno seguente. Il brano non è poi stato selezionato per la fase finale della manifestazione: Hack non ha nascosto il suo assoluto disinteresse per l'esito della selezione e per il Festival in generale, avendo così un battibecco in diretta con Pippo Baudo. Il brano è stato comunque inciso da Pais ed è reperibile su YouTube in un'esecuzione dal vivo.
Nel 2010 ha partecipato al videoclip della canzone Alfonsina e la bici dei Têtes de Bois, interpretando il ruolo di Alfonsina Strada.
Nel 2011 e 2012 insieme a Ginevra Di Marco ha portato in tour L'anima della terra vista dalle stelle, concerto-spettacolo in cui Hack raccontava il suo Novecento, accompagnata dalla musica della cantante toscana.

## Attività sportiva
In gioventù Margherita Hack dimostrò anche ottime doti sportive: dopo un periodo che la vide impegnata con la pallacanestro, si dedicò all'atletica leggera, frequentando la storica società sportiva fiorentina ASSI giglio rosso, arrivando anche a competere ad alto livello nazionale all'inizio degli anni Quaranta: nel 1941 vinse le gare di salto in alto e salto in lungo ai Littoriali (come erano denominati all'epoca i campionati italiani universitari) di Firenze, mentre l'anno successivo fu medaglia d'oro ai Littoriali di Como nel salto in alto e di bronzo nel salto in lungo. Sempre nel 1942 conquistò la medaglia di bronzo nel salto in alto ai campionati italiani femminili assoluti del 1942.

### Campionati nazionali
1940
- n/d ai campionati italiani femminili assoluti, salto in alto

1941
- 7ª ai campionati italiani femminili assoluti, salto in alto - 1,40 m
- 9ª ai campionati italiani assoluti, salto in lungo - 4,70 m

1942
- Bronzo ai campionati italiani femminili assoluti, salto in alto - 1,45 m

1943
- 6ª ai campionati italiani femminili assoluti, salto in alto - 1,40 m

## Opere

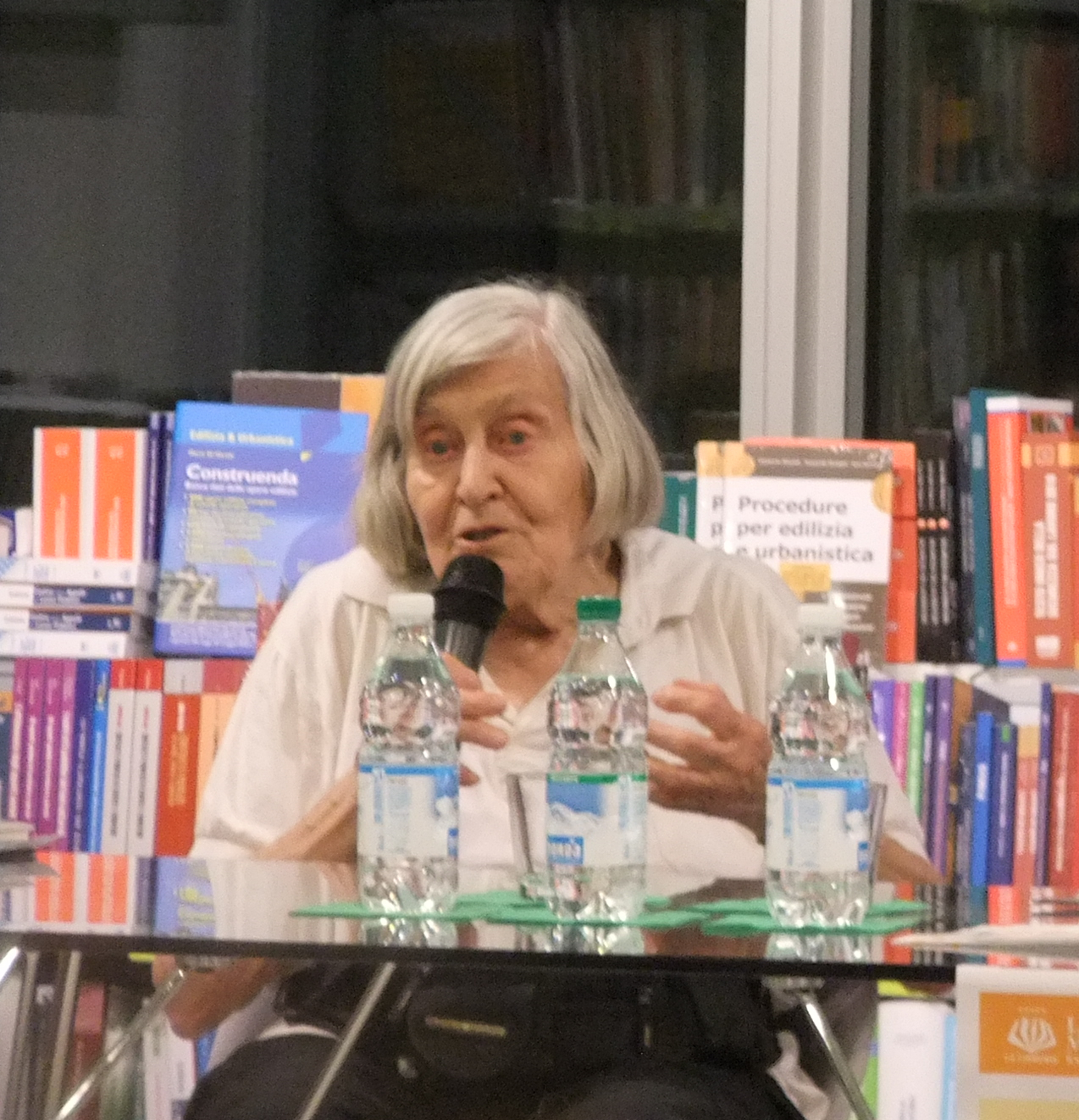
Margherita Hack alla presentazione del libro Libera scienza in libero svoltasi nel luglio 2010 a San Donà di Piave

- Corso di fisica stellare. Interpretazione degli spettri stellari, Firenze, Editrice Universitaria, 1955.
- Le nebulose e gli universi-isole, con Giorgio Abetti, Torino, Ed. scientifiche Einaudi, 1959; Torino, Boringhieri, 1968.
- La radioastronomia. Alla scoperta di un nuovo aspetto dell'universo, Bari, Laterza, 1960.
- L'universo. Pianeti, stelle e galassie, Milano, Feltrinelli, 1963; 1967.
- Esplorazioni radioastronomiche, Torino, Boringhieri, 1964.
- Corso di astronomia, Trieste, Osservatorio astronomico, 1967.
- Astrofisica d'oggi, Milano, Le scienze, 1973.
- Il cielo intorno a noi, Novara, Istituto Geografico De Agostini, 1977.
- Breve storia e recenti sviluppi dell'Osservatorio astronomico di Trieste, Trieste, Osservatorio astronomico, 1983.
- L'universo violento della radio-astronomia, Milano, Edizioni scientifiche e tecniche Mondadori, 1983.
- L'universo: ai confini dello spazio e del tempo, con Francesco Bertola e Tullio Regge, Milano, Fabbri, 1983.
- Corso di astronomia, diretto da e con Corrado Lamberti, 6 voll., Milano, Fabbri, 1984.
- Corso di astronomia. Cenni di astronomia sferica, gli strumenti astronomici, fisica stellare: parametri fondamentali, cenni sulla struttura ed evoluzione stellare, la galassia: dimensioni, moti e struttura fisica, le galassie e gli ammassi di galassie, il sole e il sistema solare, Milano, Hoepli, 1984. ISBN 88-203-1407-X.
- La nostra galassia, a cura di, Milano, Le Scienze, 1984.
- Il libro dell'astronomia, a cura di, Milano, Fabbri, 1985; Milano, Bompiani, 1987.
- La galassia e le sue popolazioni. Incontri con le stelle, Trieste, Editoriale, 1989.
- L'universo alle soglie del Duemila, Milano, Rizzoli, 1992. ISBN 88-17-84148-X; 1995. ISBN 88-17-11664-5.
- Alla scoperta del sistema solare, con Alessandro Braccesi e Giovanni Caprara, Milano, A. Mondadori, 1993. ISBN 88-04-35543-3; 2000. ISBN 88-04-48078-5.
- Cataclysmic Variables and Related Objects, con Constanze la Dous, Paris-Washington D.C., Centre National de la Recherche Scientifique-National Aeronautics and Space Administration, 1993.
- Cosmogonie contemporanee. Le attuali teorie sull'origine dell'universo, Trieste, Editoriale scienza, 1994. ISBN 88-7307-034-5.
- Una vita tra le stelle, Roma, Di Renzo, 1995. ISBN 88-86044-42-9.
- Il nuovo sistema solare, con Giovanni Caprara, 1995, Mondadori.
- L'amica delle stelle... Storia di una vita..., Milano, Rizzoli, 1998. ISBN 88-17-85256-2.
- Sette variazioni sul cielo, Milano, Cortina, 1999. ISBN 88-7078-585-8.
- L'Universo alle soglie del terzo millennio, Milano, Biblioteca universale Rizzoli, 2000. ISBN 88-17-86399-8.
- Origine e fine dell'universo con Pippo Battaglia e Walter Ferreri, Torino, Utet Libreria, 2002. ISBN 88-7750-791-8.
- Storia dell'astronomia dalle origini al 2000 e oltre, Roma, Edizioni dell'Altana, 2002. ISBN 88-86772-29-7. Sviluppata come un completamento dell'opera Storia della Astronomia (1813) di Giacomo Leopardi.[62]
- Vi racconto l'astronomia, in collaborazione con Loris Dilena e Aline Cendon, Roma-Bari, Laterza, 2002. ISBN 88-420-6755-5.
- Dove nascono le stelle, Milano, Sperling & Kupfer, 2004. ISBN 88-200-3625-8.
- Qualcosa di inaspettato. I miei affetti, i miei valori, le mie passioni, in collaborazione con Mauro Scanu, Roma-Bari, Laterza, 2004. ISBN 88-420-7423-3.
- L'idea del tempo, con Pippo Battaglia e Rosolino Buccheri, Torino, UTET Libreria, 2005. ISBN 88-7750-954-6.
- Idee per diventare astrofisico. Osservare le stelle per spiegare l'universo, Bologna, Zanichelli, 2005. ISBN 88-08-27064-5.
- L'universo di Margherita. Storia e storie di Margherita Hack, con Simona Cerrato, Trieste, Editoriale Scienza, 2006. ISBN 88-7307-313-1.
- Così parlano le stelle. [Il cosmo spiegato ai ragazzi], con Eda Gjergo, Milano, Sperling & Kupfer, 2007. ISBN 978-88-200-4189-2.
- Il mio zoo sotto le stelle, con Bianca Pauluzzi, Roma, Di Renzo, 2007. ISBN 88-8323-191-0.
- L'universo nel terzo millennio, Milano, BUR, 2007. ISBN 978-88-17-01508-0.
- Che cos'è l'universo?, con CD audio, Roma, Sossella, 2008. ISBN 978-88-89829-41-7.
- Le mie favole. [Da Pinocchio a Harry Potter (passando per Berlusconi)], Roma, Edizioni dell'Altana, 2008. ISBN 88-86772-42-4.
- Dal sistema solare ai confini dell'Universo, Napoli, Liguori, 2009. ISBN 978-88-207-4533-2.
- Libera scienza in libero stato, Milano, Rizzoli, 2010. ISBN 978-88-17-03836-2.
- Quando ho capito perché i sellini della bici da corsa sono così stretti, in La mia prima bicicletta, Portogruaro, Ediciclo, 2010. ISBN 978-88-654-9002-0.
- Notte di stelle, con Viviano Domenici, Milano, Sperling & Kupfer, 2010. ISBN 978-88-200-4958-4.
- Perché le stelle non ci cadono in testa? E tante altre domande sull'astronomia, con Federico Taddia, Firenze-Trieste, Editoriale scienza, 2010. ISBN 978-88-7307-452-6.
- L'anima della terra vista dalle stelle, con Ginevra Di Marco, con DVD-Video, Roma-Reggio Emilia, Aliberti, 2011. ISBN 978-88-7424-840-7.
- Marco Alloni dialoga con Margherita Hack. Il sole non è adesso, Reggio Emilia, Aliberti, 2011. ISBN 978-88-7424-849-0.
- La mia vita in bicicletta, Portogruaro, Ediciclo, 2011. ISBN 978-88-654-9025-9.
- Il mio infinito. Dio, la vita e l'universo nelle riflessioni di una scienziata atea, Milano, Dalai, 2011. ISBN 978-88-607-3678-9.
- Perché sono vegetariana, Roma, Edizioni dell'Altana, 2011. ISBN 978-88-86772-51-8.
- Tutto comincia dalle stelle. Viaggio alla velocità della luce tra pianeti, astri e galassie, con Gianluca Ranzini, Milano, Sperling & Kupfer, 2011. ISBN 978-88-200-5146-4.
- I gatti della mia vita, Trieste, Scienza Express, 2012. ISBN 978-88-96973-53-0.
- Hack! Come io vedo il mondo, Siena, Barbera, 2012. ISBN 978-88-7899-541-3.
- La stella più lontana. Riflessioni su vita, etica e scienza, Massa, Transeuropa, 2012. ISBN 978-88-7580-162-5.
- Io credo. Dialogo tra un'atea e un prete con Pierluigi Di Piazza, Portogruaro, Nuovadimensione, 2012. ISBN 978-88-89100-77-6.
- Il lungo racconto dell'origine. I grandi miti e le teorie con cui l'umanità ha spiegato l'universo, con Walter Ferreri e Guido Cossard, Milano, Dalai, 2012. ISBN 978-88-6620-818-1.
- Margherita Hack racconta Tolomeo e Copernico. Dalle stelle la misura dell'uomo, Roma, Gruppo Editoriale l'Espresso, 2012.
- Nove vite come i gatti. I miei primi novant'anni laici e ribelli, con Federico Taddia, Milano, Rizzoli, 2012. ISBN 978-88-17-04755-5.
- Sotto una cupola stellata. Dialogo con Marco Santarelli su scienza ed etica, Torino, Einaudi, 2012. ISBN 978-88-06-20981-0.
- Stelle da paura, con Gianluca Ranzini, Milano, Sperling & Kupfer, 2012. ISBN 978-88-200-5331-4.
- Il cielo intorno a noi. Viaggio dalla terra ai confini dell'ignoto per capire il nostro posto nell'universo, con Steno Ferluga, Milano, Dalai, 2012. ISBN 978-88-6620-495-4.
- Il perché non lo so. Autobiografia in parole e immagini, con DVD, Milano, Sperling & Kupfer, 2013. ISBN 978-88-200-5416-8.
- Stelle, pianeti e galassie. Viaggio nella storia dell'astronomia: dall'antichità a oggi, con Massimo Ramella, Trieste, Editoriale Scienza, 2013. ISBN 978-88-7307-623-0.
- Prefazione al libro di Gabriele Turola Misteri di arte e magia. Pittori, alchimisti, medium, Ferrara, Faust Edizioni, 2013. ISBN 978-88-98147-10-6.
- C'è qualcuno là fuori?, con Viviano Domenici, Milano, Sperling & Kupfer, 2013. ISBN 978-88-200-5515-8.
- In piena libertà e consapevolezza. Vivere e morire da laici, con Nicla Panciera, Baldini&Castoldi, 2013. ISBN 978-88-685-2783-9.

## Influenza culturale

### Film e documentari
Le sono stati dedicati nel 2019 il docufilm Infinito Hack, regia di Fabio Massimo Iaquone, Festival di Bellaria, Festival delle idee di Mestre, RaiPlay e nel 2024 il film per la televisione Margherita delle stelle, liberamente ispirato al suo libro Nove vite come i gatti.

### Fumetti
Nei Topolino #3472 le viene dedicato un articolo mentre il #2854 contiene la storia Margherita Hack e le stelle cadenti; nella collana di Geronimo Stilton è presente il volume per bambini A tu per tu con Margherita Hack. La scienziata amica delle stelle.

## Riconoscimenti e intitolazioni

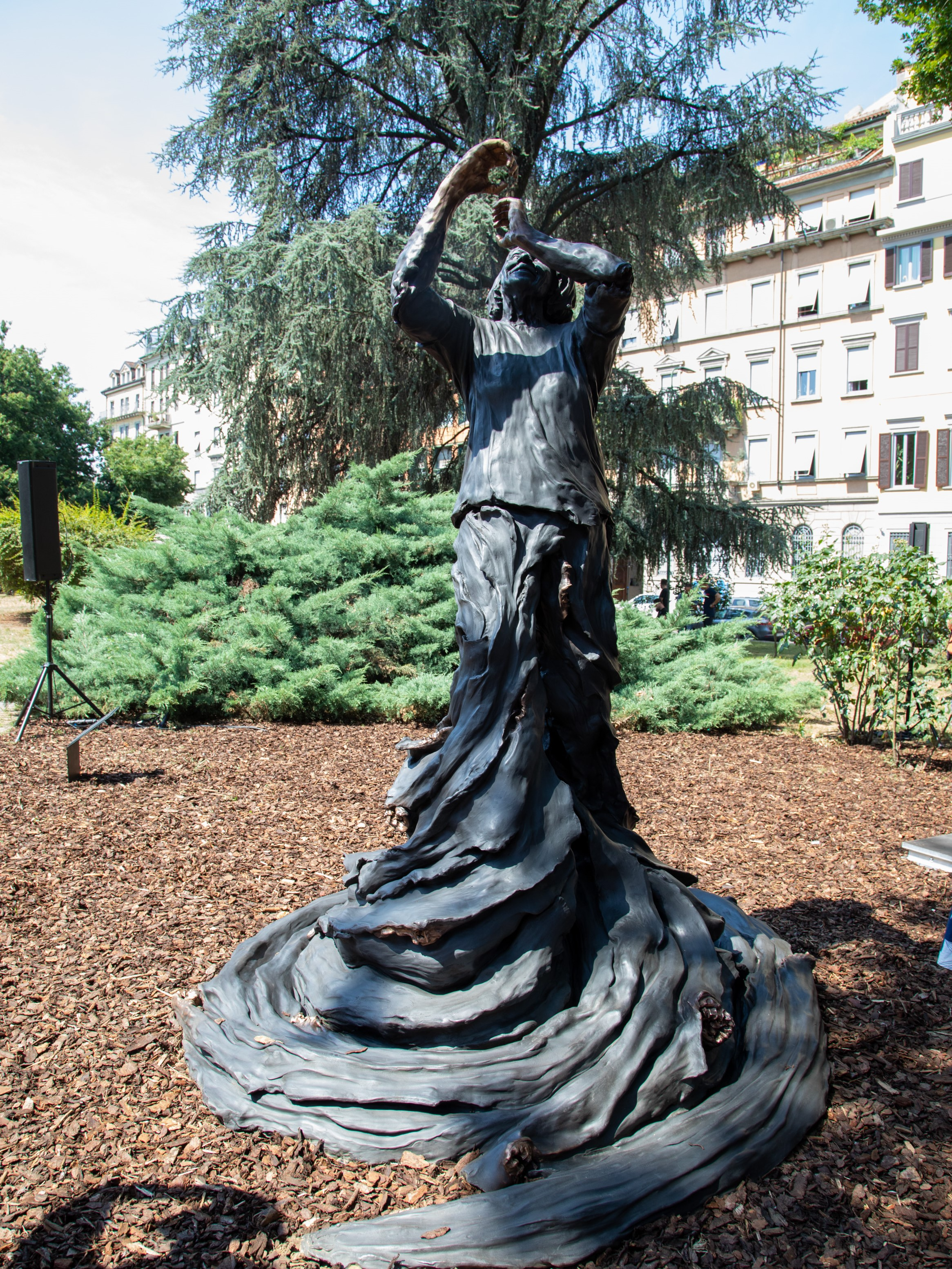
La scultura Sguardo Fisico raffigurante la scienziata, creata dall'artista Sissi.

Margherita Hack ha ricevuto vari premi nel corso della sua carriera, e sono numerosi anche riconoscimenti e intitolazioni postumi, inclusi strade e istituiti scolastici. Ha ricevuto la cittadinanza onoraria dei comuni di Castelbellino,, Medicina e San Casciano in Val di Pesa e nel 1998 le è stato intitolato l'asteroide 8558 Hack, scoperto da Andrea Boattini e Luciano Tesi.
Il 12 giugno 2022, nel centenario della sua nascita, Poste Italiane ha emesso un francobollo di categoria Bz1 (€1,15). e il giorno successivo è stata inaugurata nel cortile antistante la Ca' Granda, sede centrale dell'Università degli Studi di Milano, una scultura bronzea che la raffigura, intitolata Sguardo Fisico, realizzata dall'artista bolognese Sissi: è la prima statua sul suolo pubblico italiano a raffigurare una scienziata..